# Machaerotidae
Machaerotidae — семейство насекомых.

## Распространение
Тропики Старого Света: Австралия, Индия, Индонезия, Филиппины, Китай, Япония, Африка. Для СССР указывался 1 вид.

## Описание
Равнокрылые насекомые средней величины, компактные, с уплотненными покровами. Голова небольшая, с сильно развитым постклипеусом. Лоб и темя позади теменной площадки укороченные. Личинки строят на растениях воронковидные известковые чехлики, прямые или свернутые спирально, наполненные жидкостью, в которой они и находятся; сосут соки растений.

## Систематика
Около 30 родов и 100 видов. Иногда его рассматривают в статусе подсемейства Machaerotinae в составе семейства Clastopteridae.
- Подсемейство Enderleiniinae — гладкое округлое тело
  - Род Chaetophyes Schmidt, 1919 — Австралия, Вануату
  - Род Hindola
  - Род Hindoloides Distant, 1915 — Азия, Австралия
  - Род Pectinariophyes Kirkaldy, 1906 — 3 вида, Австралия, Новая Гвинея
  - Род Polychaetophyes Kirkaldy, 1906 — Австралия
- Подсемейство Machaerotinae — тело с наростами или шипами
  - Род Machaerota Burmeister, 1835 — Индия, Япония, Австралия

### Список родов
- Aecalus Maa, 1963
- Aphrosiphon China, 1935
- Apomachaerota Schmidt, 1907
- Blastacaena Maa, 1963
- Chaetophyes Schmidt, 1918
- Conditor Distant, 1916
- Dianmachaerota Nie & Liang, 2009
- Enderleinia Schmidt, 1907
- Grypomachaerota Schmidt, 1907
- Hindola Kirkaldy, 1900
- Hindoloides Distant, 1915
- Kyphomachaerota Bell & Cryan, 2013
- Labramachaerota Bell & Cryan, 2013
- Labrosyne Maa, 1963
- Machaeropsis Melichar, 1903
- Machaerota Burmeister, 1835
- Makiptyelus Maki, 1914
- Maxudea Schmidt, 1907
- Neuroleinia Lallemand, 1936
- Neuromachaerota Schmidt, 1912
- Pectinariophyes Kirkaldy, 1906
- Platymachaerota Schmidt, 1918
- Polychaetophyes Kirkaldy, 1906
- Romachaeta Maa, 1963
- Serreia Baker, 1927
- Sigmasoma Schmidt, 1907
- Soamachaerota Metcalf, 1952
- Taihorina Schumacher, 1915
- Tapinacaena Maa, 1963
- Trigonurella Maa, 1963